# IJsberen (werkwoord)
IJsberen is continu heen en weer lopen. Het is vaak een uiting van nervositeit of van verveling.
Het woord ijsberen is afgeleid van een specifiek gedrag van dieren in gevangenschap (bijvoorbeeld in een dierentuin). Door een sterk beperkte bewegingsruimte en het ontbreken van normale prikkels vervallen veel dieren in de gewoonte om steeds maar weer hetzelfde kleine rondje te lopen of andere bewegingen steeds maar weer te herhalen.
Het verschijnsel is naar de ijsbeer genoemd omdat daarbij het gedrag het duidelijkst is, maar het komt bijvoorbeeld ook voor bij grote katachtigen.
IJsberen is ook een benaming voor winterzwemmers. Het buitenzwemmen in open en onverwarmd water.